# Citroën Typ 55

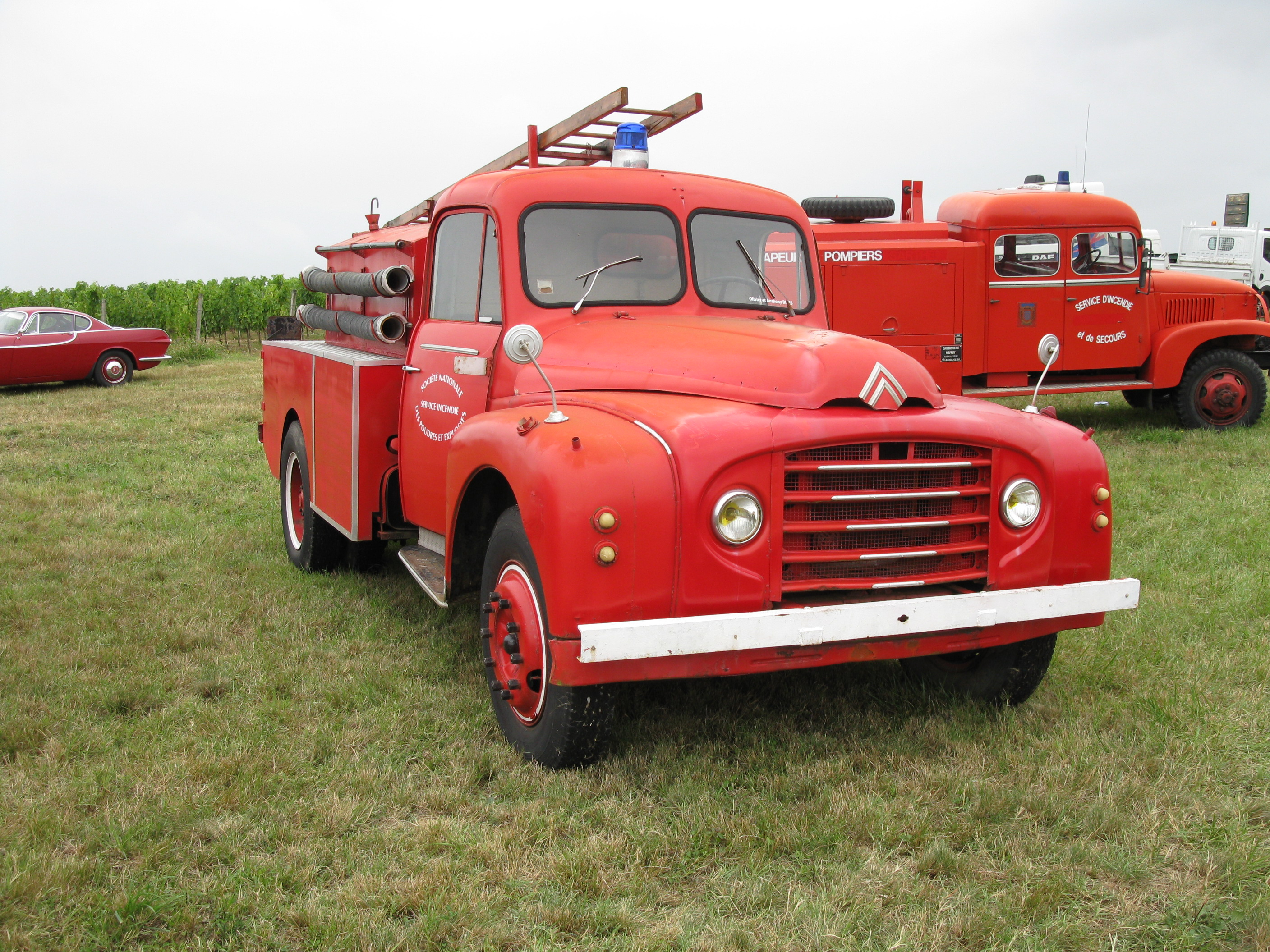
Citroën 55

Der LKW und Omnibus Citroën Typ 55 erschien im Jahr 1953 als Nachfolger des Citroën Typ 45. Er wurde bis 1965 produziert und vom Citroën Belphégor ersetzt. Der Typ 55 wurde nur als Pritschenwagen mit verschiedenen Aufbaumöglichkeiten angeboten. Er hatte entweder den Ottomotor des Typ 45 oder einen Sechszylinder-Dieselmotor mit einer Leistung von 63 kW (86 PS) bei max. 2500/min. Die maximale Nutzlast betrug 5 Tonnen. Drei Radstände standen zur Wahl. Für den längsten und die höchste Gewichtsklasse stand ein anderes Fahrerhaus zur Verfügung.
Die Gesamtproduktion des Typ 55 belief sich auf 54 898 Exemplare.